# メアリー・モーザー
メアリー・モーザー（Mary Moser RA、1744年10月27日 - 1819年5月2日）はイギリスの女性画家である。当時高い評価を受け、1768年にロイヤル・アカデミー・オブ・アーツの創立会員に女性としては、アンゲリカ・カウフマンと、ただ二人だけ選ばれた。肖像画なども描いたが、花の絵で知られる。

## 略歴

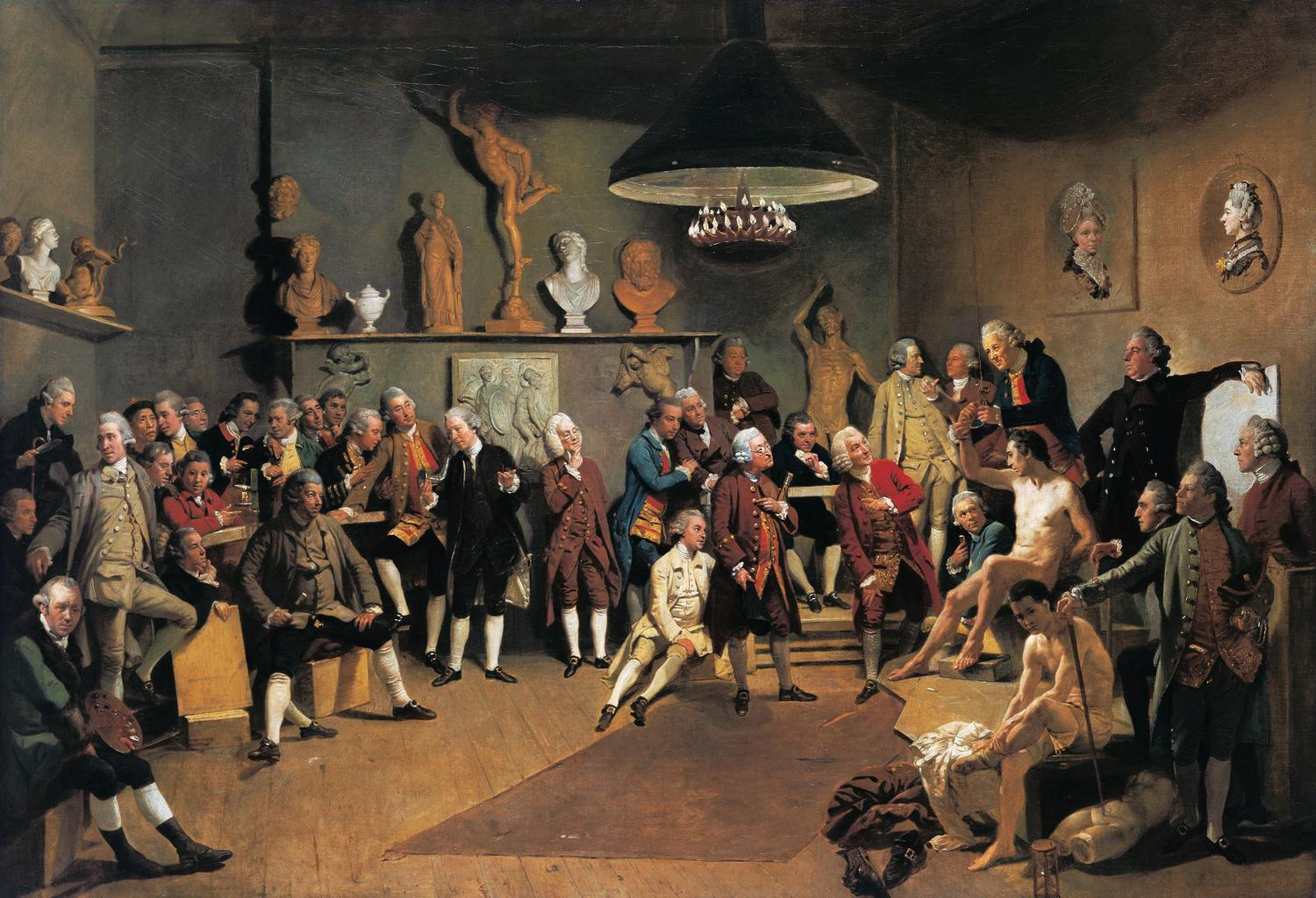
ヨハン・ゾファニー作「ロイヤル・アカデミーの会員たち」。モーザーとカウフマンは壁の肖像画で表現されている。

ロンドンに生まれた。父親はスイス生まれの美術家、琺瑯工芸家のGeorge Michael Moserで、父親から美術の教育を受け、才能を示し、14歳の時には、美術の展覧会で始めて賞を受け、その後も主に花を描いた静物画や、まれに歴史画を展覧会に出展し続けた。これらの絵が認められ、24歳の時に、ロイヤル・アカデミー・オブ・アーツの創立会員、35人に父親とともに選ばれた。
1790年代には、国王ジョージ3世の王妃、シャーロットのためにウィンザー に作られた、フログモア・ハウス(Frogmore House)の部屋を飾る絵を描いて、£900を超える報酬を得た。1793年10月に軍人のヒュー・ロイド(Hugh Lloyd)と結婚し、職業としての画家をやめ、その後は夫の姓でアマチュア画家として展覧会に出品した。
ロンドンで没した。モーザーの没後、ロイヤル・アカデミー・オブ・アーツの正会員に再び女性が選ばれるようになるのは、1936年にローラ・ナイト(Laura Knight)が選ばれるまで待たねばならなかった。

## 逸話
ヨハン・ゾファニーが1772年頃、描いた「ロイヤル・アカデミーの会員たち」という作品では、スタジオにヌードの男性モデルとアカデミーの会員たちが集まっているという構図であるが、裸の男性モデルがいるところに女性がいることは不道徳であるとされて、2人の女性会員は壁に飾られた肖像画として描かれている。
既婚の画家のリチャード・コズウェイの公然たる恋人として知られていた。1773年には6ヶ月にわたってコスウェーとスケッチ旅行をした。コスウェーのノートには妻と比較した性的なことが記録された。

## 作品

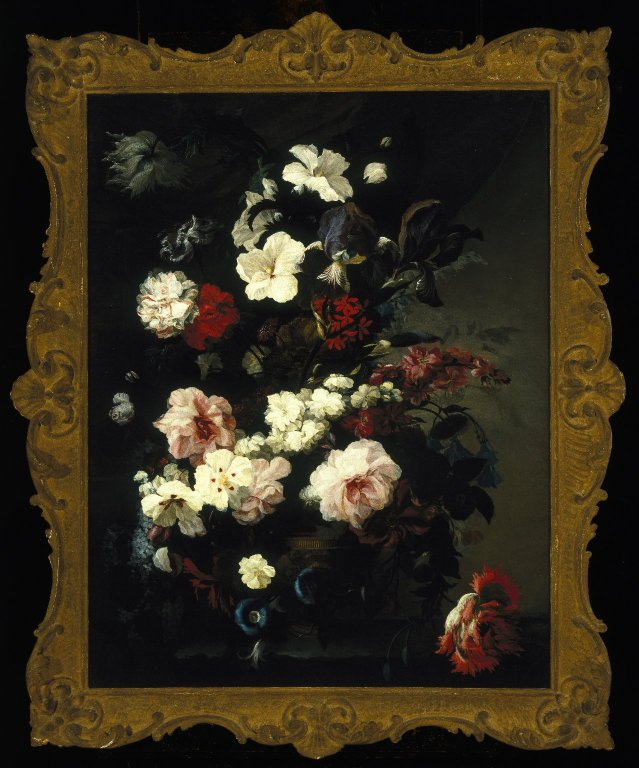
静物画(c.1780)
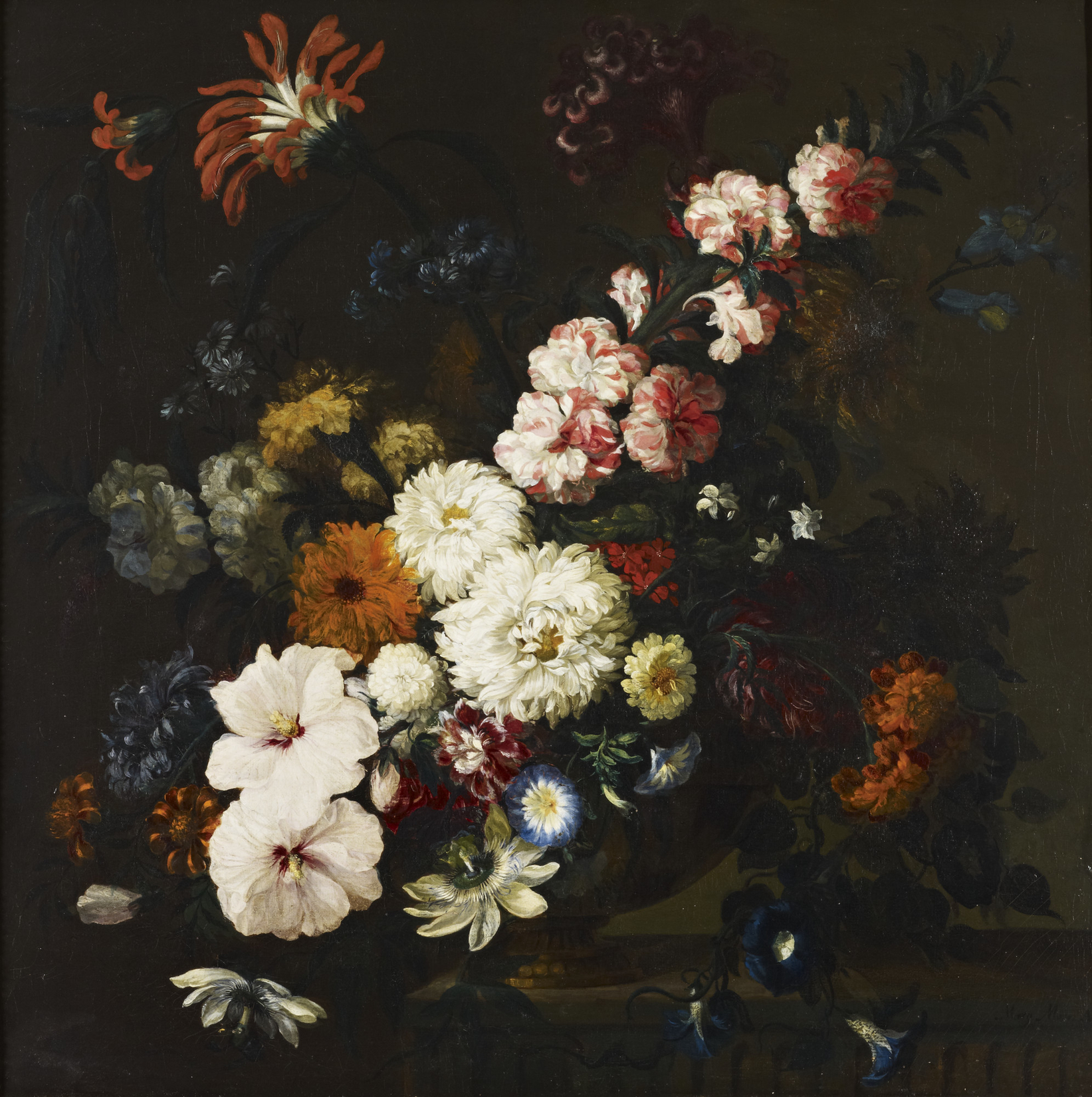
静物画(1792/1797)
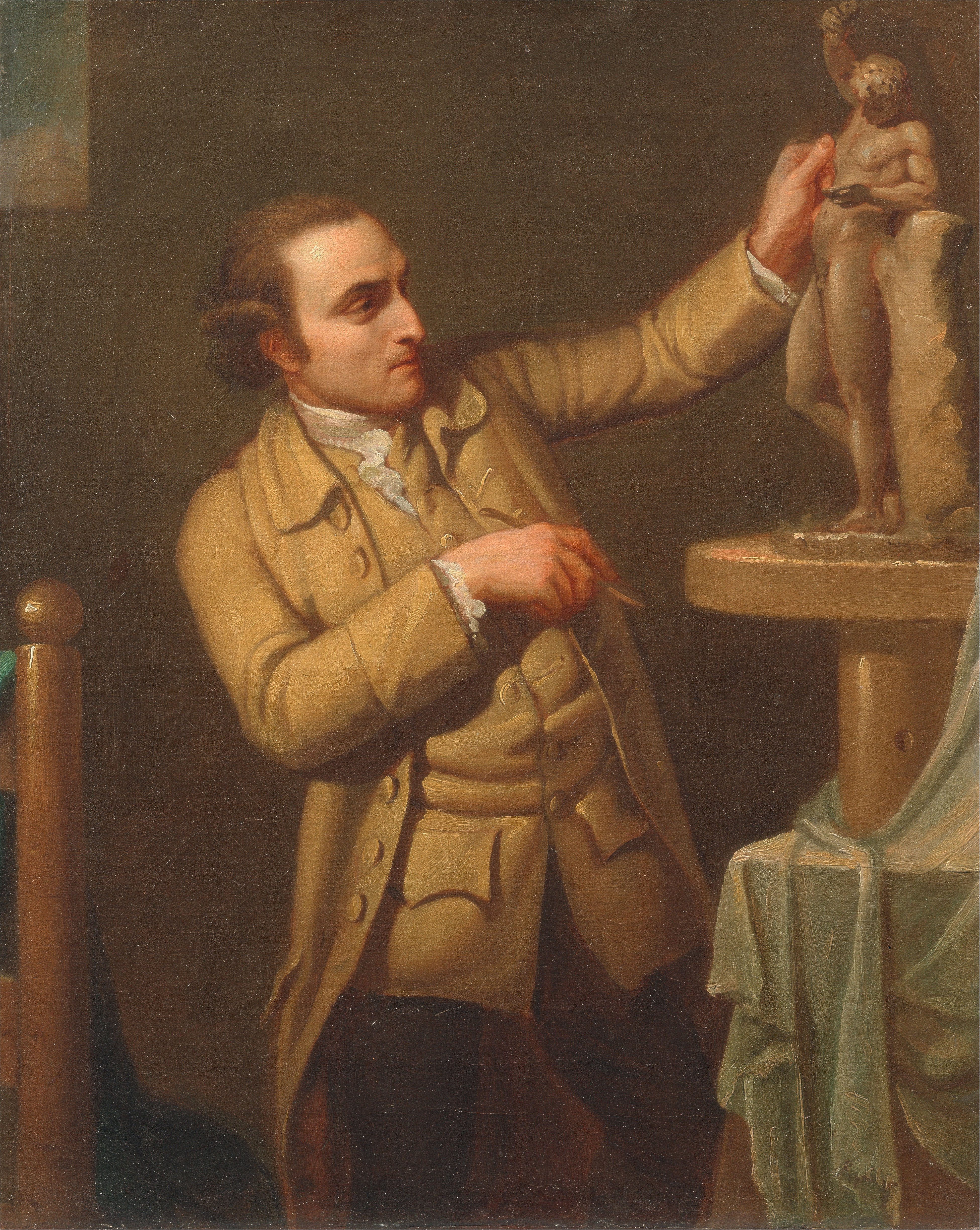
彫刻家ジョセフ・ノルケンズの肖像画(1770/1771)